# Herboldshausen (Borken)
Herboldshausen ist ein wüster Ort am heutigen Westrand des bebauten Stadtgebiets von Borken im Schwalm-Eder-Kreis in Hessen, Deutschland. 

## Geographische Lage
Der Ort lag vermutlich ca. 192 Meter über Normalnull am nördlichen Fuß einer leichten Anhöhe, dem 222,6 m hohen Giesenbühl, im Bereich des heutigen Hallenbads an der Westrandstraße. Westlich der Wüstung verläuft die Olmes. Heute weist auf Herboldshausen nur noch eine Flurbezeichnung hin.

## Geschichte
Die erste urkundliche Erwähnung war 1105 unter dem Namen „Herboldeshusun“, und im Jahre 1106 wird in einer Urkunde der Abtei Hersfeld ein Ortsadeliger von „Hereboldeshusen“ erwähnt. Ab 1372 wurde Herboldshausen als Dorf bezeichnet und gehörte zur Stadt und Amt Borken. Zu dieser Zeit hatte der Pfarrer von Borken, Johann von Schorpheim, Anteile an Herboldshausen, welche der Landgraf Hermann II. 1378 erhielt. Hermann II. gab im Jahr 1408 seinen Anteil an Herboldshausen denen von Griffe. Die nächsten benannten Eigentümer von Herboldshausen waren die Herren von Löwenstein-Westerburg in 1504. Die letzte Erwähnung der Ortschaft „Herboldeßhausenn“ war 1588.

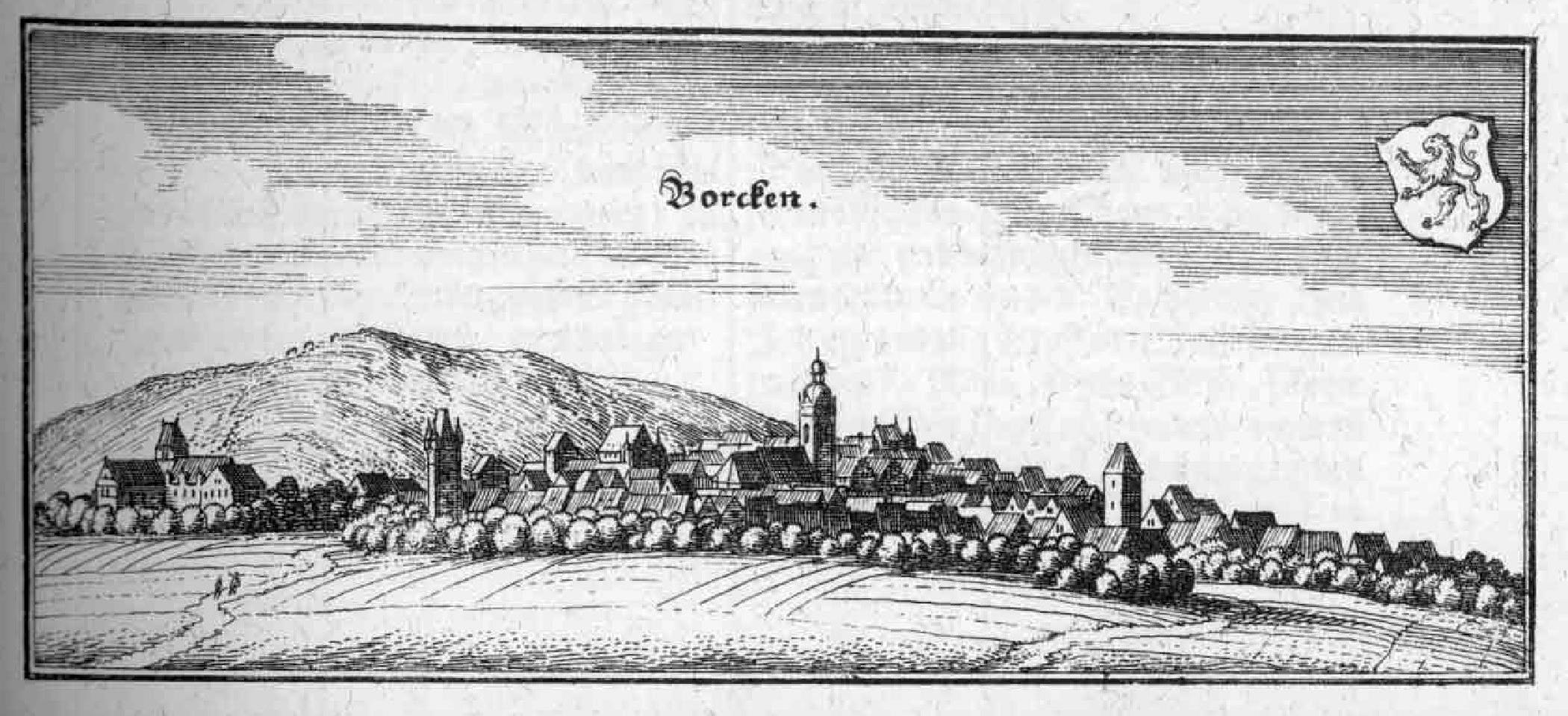
Auf dem Stich von Matthäus Merian in der Topographia Germaniae und dort in dem Band „Topographia Hassiae et Regionum Vicinarum“ (1646) ist der Turm in der rechten Bildhälfte sehr gut zu erkennen.

Der Ort war Namensgeber für das Stadttor „Herboldhäuser Tor“ (heute nicht mehr existent) in Borken an der nach Fritzlar führenden Straße. Im Kupferstich von Matthäus Merian ist das „Herboldshäuser Tor“, in der rechten Bildhälfte, sehr gut zu erkennen.